# Duża Baruja
Duża Baruja (kaszb. Jezoro Wiôlgô Bòrëjô) – jezioro położone w północnej Polsce, w województwie pomorskim, w powiecie bytowskim w pobliżu Rekowa.

## Położenie i opis
Jezioro położone jest w środkowej części powiatu bytowskiego, na terenie Pojezierza Bytowskiego. Akwen otoczony równomiernie lasami, gruntami ornymi oraz łąkami. Bezpośrednio nad jeziorem nie znajdują się żadne miejscowości, natomiast kilkaset metrów na południe znajduje niewielka wieś Rekowo. Zbiornik nie ma dopływu ani odpływu. Jezioro zaliczane jest do nielicznych w Polsce jezior lobeliowych. Roślinność wynurzona zajmuje niewielki obszar zwierciadła wody (1,8%), znacznie bogatsza jest roślinność zanurzona, która zajmowała w 1993 roku ponad 40% tafli wody. Charakterystyczną rośliną występującą w tym akwenie jest Lobelia jeziorna (Lobelia dortmanna).

## Hydronimia
Jezioro pojawia się w źródłach – w 1350 jako See Bornwe, a następnie Borin (1393), Bornwe (1400), Boruwe (1408), Borrua (1607), Borre (1780), Borre See (1842), Grosser Borre See (1902, 1926), Gross Borre See (1937), Boruja Duża (1952, 1962). 3 listopada 1950 roku wprowadzono nazwę Duża Baruja. Państwowy rejestr nazw geograficznych jako nazwę urzędową akwenu podaje Duża Baruja, wymieniając nazwy oboczne Borek, Boruja Duża, Duża Boruja. Nazwa wywodzi się od przymiotnika – borowe (bór).

## Morfometria
Według danych Instytutu Rybactwa Śródlądowego powierzchnia zwierciadła wody jeziora wynosi 65,1 ha, natomiast A. Choiński, poprzez planimetrowanie na mapach 1:50 000, określił wielkość jeziora na 66 ha. Jeziorna jednolita część wód powierzchniowych ma powierzchnię 62 ha.
Średnia głębokość zbiornika wodnego to 5,1 m, a maksymalna – 10,3 m. Objętość jeziora wynosi 3335,1 tys. m³. Maksymalna długość jeziora to 2130 m, a szerokość 525 m. Długość linii brzegowej wynosi 6650 m.
Według Atlasu jezior Polski (red. J. Jańczak, 1997) lustro wody znajduje się na wysokości 162,6 m n.p.m., natomiast według numerycznego modelu terenu udostępnionego przez Geoportal lustro wody znajduje się na wysokości 162,8 m n.p.m.. Powierzchnia zlewni całkowitej jeziora wynosi 3,5 km².

## Zagospodarowanie
W systemie gospodarki wodnej jezioro tworzy jednolitą część wód o kodzie PLLW20987. Administratorem wód jeziora jest Regionalny Zarząd Gospodarki Wodnej w Gdańsku. Jezioro nie zostało zagospodarowane na potrzeby turystyki i rekreacji. Wydajność odłowów z jeziora w latach 1981-1989 była niewielka i wynosiła 8,9 kg/ha.

## Czystość i ochrona środowiska
W 1992 roku oceniono, że wody jeziora mieściły się w II klasie czystości. W jeziorze wykazano dobre warunki tlenowe, latem epilimnion był dobrze natleniony aż do głębokości 6m, natlenienie metalimnionu było śladowe. Stężenia związków azotu i fosforu były dość niskie i odpowiadały II klasie. Przewodność elektrolityczna właściwa była niewielka co świadczy niskiej mineralizacji wód akwenu. Stężenie chlorofilu było dużo wyższe latem jak wiosną, jednak mieściło się normach II klasy. Przeźroczystość wód akwenu była dość wysoka i wahała się od 2 do 3 metrów w zależności od pory pomiarów. Wody jeziora zostały określone jako dość odporne na degradację, na co złożył się niewielki procent wymiany wody w ciągu roku oraz niewielka powierzchnia zlewni bezpośredniej.
Badania z 2021 roku zaliczyły wody jeziora do wód o dobrym stanie ekologicznym, co odpowiada II klasie jakości. Wskaźnikami, które zadecydowały o drugiej klasie, był stan fitoplanktonu i fitobentosu, podczas gdy stan makrozoobentosu jako bardzo dobry. W tym samym roku stan chemiczny wód określono jako poniżej dobrego, a jedynym elementem przekraczającym normę była zawartość PBDE w tkankach ryb. Przeźroczystość wód została określona na 3,6 metra.
Akwen znajduje się w otulinie Parku Krajobrazowego Dolina Słupi oraz na terenie sieci Natura 2000: specjalnego obszaru ochrony siedlisk Lasy Rekowskie.